# Antoni Vila i Camps
Antoni Vila i Camps fou prevere i canonge de la catedral de Mallorca, posteriorment fou el primer bisbe de Menorca (1797-1802) després de la seva restauració i bisbe d'Albarrasí (1802-1809). Publicà diversos llibres d'índole moral i en defensa de l'absolutisme.
- «El noble bien educado o instrucción político-moral en que se dan documentos para la educación de un caballero con máximos y reflexiones importantes en punto de religión, urbanidad y política» (Madrid 1792).
- «El vasallo instruido en las principales obligaciones que debe á su legitimo monarca» en aquesta obra l'autor es proposa demostrar per les autoritats de la Bíblia, Sants Pares, concilis i cànons, les essencials obligacions que tot vassall deu per la seva religió al seu legítim sobirà: provant contra els moderns filòsofs que la règia potestat dimana immediatament de Déu, i de cap manera dels homes.
- «Vida y virtudes del invicto mártir de Cristo y grande abogado de la honra S. Juan Nepomuceno, con un devoto triduo para alcanzar del Santo los favores que sus devotos pidieren» (Madrid per Sancha 1777).